# Роллс, Чарльз
Чарльз Стю́арт Роллс (англ. Charles Stewart Rolls; 27 августа 1877, Лондон — 12 июля 1910, под Борнмутом) — британский авиатор, автогонщик и предприниматель, основавший совместно с Генри Ройсом компанию Rolls-Royce.

## Биография
Чарльз Роллс был младшим из четырёх детей богатого домовладельца, полковника Джона Роллса, барона Лангатока. Он родился в Лондоне, но вырос в семейном поместье близ Монмута. Получив среднее образование в Итоне и инженерное — в Кембридже, Роллс увлёкся автомобилями, став третьим в Уэльсе автомобилистом.
В 1896 году Роллс приобрёл свою первую машину, Peugeot Phaeton — первую в Кембридже, возглавил акцию протеста за отмену тогдашнего ограничения скорости в 4 мили в час (6,4 км/ч) и добился трёхкратного его повышения; в 1903 году поставил национальный рекорд скорости в 93 мили в час. В том же году он основал в Лондоне фирму по продаже французских автомобилей.
В 1904 году Роллс встретил техника Генри Ройса, и в 1906 году состоялось основание производства под вывеской Rolls-Royce; Ройс вёл инженерную сторону дела, Роллс — финансы и продажи. Начиная с 1907 года, автомобили Rolls-Royce успешно выступали в гонках и приобрели репутацию, сохраняющуюся по сей день.
Роллс начал летать на воздушных шарах в 1898 году, совершив на них 170 полётов. В 1903 году он стал соучредителем Королевского Аэроклуба.
Аэропланами Роллс всерьёз занялся только в начале 1910 года, на время отойдя от дел в Rolls-Royce. Весной 1910 года Роллс получил вторую в стране (после Джона Мура) лицензию на пилотирование аэроплана. 2 июня 1910 года он перелетел через Ла-Манш и обратно поставил за рекордное время, побив результат Луи Блерио (это был третий по счёту перелёт через пролив, после Блерио и Жака Лессепса).
10 июля 1910 года Роллс установил на своём биплане Райта французской постройки новые горизонтальные рули. 12 июля 1910 года под Борнмутом, на высоте всего 20 футов (6 м), самолёт развалился в воздухе; Роллс погиб, став первым британцем — жертвой авиакатастрофы.